# HMS Black Prince (1861)
HMS Black Prince – brytyjska fregata pancerna typu Warrior, która weszła do służby w 1862 roku. Wraz z bliźniaczym HMS "Warrior" był przez krótki czas największym, najszybszym, najsilniej uzbrojonym i najciężej opancerzonym okrętem swojej epoki. Były to pierwsze żelazne pancerniki.

## Historia
W odpowiedzi na francuski program zbrojeń na morzu, którego elementem była m.in. pierwsza w świecie fregata pancerna "La Gloire", marynarka brytyjska Royal Navy zamówiła dwa nowe okręty przewyższające swoimi parametrami konstrukcję francuską. Budowa drugiej jednostki typu Warrior rozpoczęła się w stoczni w Glasgow 12 października 1859 roku. Wodowanie miało miejsce 27 lutego 1861 roku, wejście do służby 12 września 1862 roku.

## Służba
Po wejściu do służby okręt do 1866 roku wchodził w skład Floty Kanału działającej w rejonie kanału La Manche. W 1867 roku na okręcie rozpoczął się trwający rok remont, podczas którego m.in. zmodernizowano jego uzbrojenie. W 1869 roku okręt holował pływający dok z Azorów na Bermudy. W 1874 roku okręt ponownie został przydzielony do Floty Kanału. W 1878 roku HMS "Black Prince" został przeniesiony do rezerwy i przeklasyfikowany na krążownik pancerny. Przez kolejne lata okręt reaktywowano, aby brał udział w corocznych manewrach morskich. W 1896 roku "Black Prince" został okrętem szkolnym stacjonującym w irlandzkim porcie Queenstown. W 1903 roku imię okrętu zmieniono na "Emerald". Od 1910 roku funkcję okrętu szkolnego pełnił w Plymouth, jako "Impregnable III". 21 marca 1923 roku okręt został sprzedany na złom.

## Opis
Uzbrojenie początkowo stanowiło 10 dział odtylcowych 110-funtowych, 26 dział gładkolufowych 68-funtowych i 4 działa odtylcowe 70-funtowe, w baterii burtowej. W latach 1867/68 zamieniono je na 4 gwintowane odprzodowe działa 203 mm, 24 działa gwintowane odprzodowe 178 mm i 4 działa 20-funtowe.
Opancerzenie składało się z pasa z płyt pancerza żelaznego grubości 114 mm na podkładce drewnianej grubości 457 mm, na śródokręciu. Pas miał długość 65 m (213 stóp) i 6,7 m wysokości (22 stopy), obejmował na długość większą część baterii i siłownię.